# Apple A9X
L'Apple A9X és un sistema basat en l'arquitectura ARM de 64 bits en un xip (SoC) dissenyat per Apple Inc. Va aparèixer per primera vegada a l'iPad Pro, que es va anunciar el 9 de setembre de 2015 i es va llançar l'11 de novembre de 2015. L'A9X té el coprocessador de moviment M9 incrustat, cosa que no s'havia vist en generacions de xips anteriors. És una variant de l'A9 i Apple afirma que té un 80% més de rendiment de la CPU i el doble de rendiment de la GPU del seu predecessor, l'A8X.
L'última actualització de programari per a l'iPad Pro 12.9 de 1a generació i 9.7 que utilitzava aquest xip va ser iPadOS 16.7, llançat el 21 de setembre de 2023, ja que es va suspendre amb el llançament de l'iPadOS 17 el 2023 a causa de les limitacions de maquinari de l'A9X. S'espera que continuï rebent actualitzacions de seguretat durant un període.

## Disseny
L'A9X inclou una CPU de doble nucli ARMv8-A de 64 bits dissenyada per Apple anomenada "Twister". Ofereix el doble d'ample de banda de memòria i el doble de rendiment d'emmagatzematge de l'Apple A8X.
A diferència de l'A9, l'A9X no conté una memòria cau L3 a causa del seu important ample de banda DRAM. L'A9X es combina amb 4 GB de memòria LPDDR4 a l'iPad Pro de 12,9" i 2 GB de memòria LPDDR4 a l'iPad Pro de 9,7" amb una amplada de banda total de 51,2 GB/s. Aquest gran ample de banda és necessari per alimentar la GPU personalitzada PowerVR Series7XT de 12 nuclis del SoC. La memòria RAM no està inclosa al paquet A9X a diferència del seu germà, l'A9.
L'A9X utilitza la mateixa interfície NAND que l'A9, que utilitza un controlador basat en NVMe dissenyat per Apple que es comunica mitjançant una connexió PCIe. El disseny NAND de l'iPad Pro s'assembla més a un SSD de classe PC que a la memòria flash incrustada habitual en dispositius mòbils. Això proporciona a l'iPad Pro un avantatge significatiu de rendiment d'emmagatzematge respecte als competidors que sovint utilitzen mSATA o eMMC per connectar-se als seus sistemes d'emmagatzematge.
L'A9X té suport de codificació de còdec de vídeo per a H.264. Compta amb suport de descodificació per a HEVC, H.264, MPEG-4 i Motion JPEG.

## Productes que inclouen l'Apple A9X
- iPad Pro de 9,7 polzades (2016)
- iPad Pro de 12,9 polzades (2015)